# SIM 락
SIM 락(SIM lock)은 휴대 전화에 내장되어 있는 카드의 인식을 제한하는 기술의 하나로, 통신사들은 이 기술을 이용해 휴대폰이 특정한 SIM 카드 만을 인식하게 만든다. GSM과 CDMA 휴대 전화에 생기는 기술적 제한이다. 이와 대조적으로 SIM 제약이 없는 전화를 SIM프리(SIM-free), 언락(unlocked) 폰이라고 한다.
대부분의 휴대전화는 잠금 해제되어 모든 GSM 네트워크 제공업체에서 작동할 수 있지만 휴대전화에 여전히 원래 브랜드가 표시될 수 있으며 새 이동통신사의 기능을 지원하지 않을 수 있다. 잠금 외에도 전화기에는 네트워크 공급자에 특정한 펌웨어가 설치되어 있을 수도 있다. 예를 들어, 호주의 보다폰 또는 텔스트라 브랜드 휴대폰에는 관련 로고가 표시되며 해당 네트워크(예: Vodafone Live!)에서 제공하는 기능만 지원할 수 있다. 이 펌웨어는 서비스 제공업체가 설치하며 잠금 메커니즘과 별개이다. 대부분의 전화기는 다른 펌웨어 버전을 다시 플래시하여 브랜드를 해제할 수 있다. 이는 고급 사용자에게만 권장되는 절차이다. 많은 네트워크 제공업체 SIM이 전화기를 잠그는 이유는 일반적으로 1~3년 사이의 특정 기간 동안 네트워크 사용 비용을 지불하는 계약을 맺는 대가로 고객에게 할인된 가격으로 전화기를 제공하기 때문이다. 이 비즈니스 모델을 통해 회사는 계약 기간 동안 휴대폰 비용을 회수할 수 있다. 이러한 할인은 최대 수백 달러에 달한다. 휴대폰이 잠겨 있지 않으면 사용자는 한 회사와 계약을 맺고 할인된 휴대폰을 구입한 다음 월별 요금 지불을 중단하고(따라서 계약 위반) 다른 네트워크에서 휴대폰을 사용하거나 심지어 이익을 위해 휴대폰을 판매할 수도 있다. SIM 락은 네트워크 변경(새 SIM 사용)을 금지하여 이를 억제한다.
일부 국가에서는 보조금을 받는 휴대폰이 선불 계약으로 판매되는 경우 SIM 락이 매우 일반적이다. 그러나 휴대폰과 관련된 기술은 네트워크 사업자가 사용하는 기술과 호환되어야 한다는 점에 유의하는 것이 중요하다. GSM 휴대폰은 GSM 이동통신사에서만 작동하며 CDMA 네트워크 공급자에서는 작동하지 않는다. 마찬가지로 CDMA 휴대폰은 CDMA 통신업체에서만 작동하며 GSM 네트워크 제공업체에서는 작동하지 않는다. 최신(2013년 이상) 고급 휴대폰은 CDMA 및 GSM 기술을 모두 지원할 수 있으므로 고객은 모든 네트워크에서 모바일 장치를 사용할 수 있다. 이러한 모바일 장치의 예로는 애플 아이폰 5c, 6 이상, 모토로라의 G4, G5, X 퓨어, 삼성의 갤럭시 S6, S7, S8 스마트폰이 있으며 대부분 퀄컴 스냅드래곤 칩셋 또는 라디오를 기반으로 하는 휴대폰이다.
캐나다, 칠레, 중국, 이스라엘, 싱가포르 등 일부 관할권에서는 공급자가 SIM 락 장치를 판매하는 것이 불법이다. 다른 국가에서는 이동통신사에서 기기 잠금 해제를 요구하지 않거나 소비자에게 잠금 해제 수수료를 지불하도록 요구할 수 있다.
그러나 전화 락을 해제하는 것은 거의 보편적으로 합법적이다. 또한 이동통신사가 지역에 따라 일정 기간 동안 SIM 락을 강제하는 것이 합법인 경우가 많다.

## SIM 락의 종류
SIM 락은 다음과 같은 3종류가 있다.
- 특정 국가에서만 작동하는 국가 락
- 특정 통신사나 네트워크에서 작동하는 통신사, 네트워크 제공자 락
- 특정 종류의 카드에서만 작동하는 카드 형식 락

어떤 국가에서는 대부분의 휴대폰이 국가 락이나 네트워크 락이 걸린 펌웨어가 올려진 채로 출하되기도 한다.

## 같이 보기
- 루팅 (안드로이드)
- 권한 확대
- iOS 탈옥